# Műgyanta
A műgyanta vagy szintetikus gyanta a növényi gyantákhoz hasonló tulajdonságú mesterséges anyagok gyűjtőfogalma. A műgyanták viszkózus folyadékok, amelyek képesek véglegesen megkeményedni. Kémiailag nagyon különbözőek lehetnek a természetes gyantáktól.

## Típusok
Típus szerint lehetnek észterizált szerves anyagok, hőre keményedő műanyagok, kopolimer komponensek stb. Teljesen, vagy döntően amorf műanyag nem lehet műgyanta.

## Tulajdonságok
A műgyantákat gyakran hasonlítják az üveghez. Az üvegnél kevésbé törékeny, a súlya talán kicsivel könnyebb, de ami igazi különbség az a megmunkálhatósáág. Sokkal könnyebben lehet vele megvalósítani aprólékos és kreatív ötleteket. Ami még egy érdekes különbség a kopásállóság. Az üveggel ellentétben, ami kopik, karcolódik , fakul, addig a műgyanták inkább fényesednek.

## Használata
A műgyantákat többek között felületkezelésre, ragasztásra, illetve kompozitanyagok összetevőjeként használják.
Illetve dekorációs tárgyakat is készítenek belőle, vagy éppen ékszereket. Jobban, aprólékosabban megmunkálható, mint például a kerámia vagy az üveg. Ékszereket pedig főként hobbi művészek készítenek belőle, mivel nehéz megmunkálni az anyagot. Nagyon kell figyelni a száradási időre és festés esetén a százalékos arányra is.